# Сикст Бурбон-Пармский
Сикст Фердинанд Мария Игнацио Альфред Роберт Бурбон-Пармский (нем. Sixtus Ferdinand Maria Ignazio Alfred Robert von Bourbon-Parma; 1 августа 1886, Роршахерберг — 14 марта 1934, Париж) — старший сын последнего герцога Пармского Роберта I и его второй жены Марии Антонии, инфанты Португалии. Был бельгийским офицером во время Первой мировой войны и центральной фигурой так называемого «Дела Сикста» — неудачной попытки заключения сепаратного договора о прекращении участия Австро-Венгрии в войне.

## Биография
У отца Сикста было двенадцать детей от предыдущего брака, а сам Сикст был четырнадцатым из 24-х детей в семье. Он был шестым сыном, поэтому его звали Сикстом.
Отец Сикста был свергнут с престола Пармского герцогства во время войны за объединение Италии, но получив наследство от своего бездетного дяди Генриха де Шамбора, герцог Роберт оставался очень богатым человеком. Принц Сикст получил образование в католической школе-интернате «Stella Matutina» для мальчиков, которой управляли иезуиты в Фельдкирхе, недалеко от швейцарской границы. После окончания средней школы он изучал право в Париже.
После смерти его отца в 1907 году бо́льшую часть семейного богатства унаследовал Элия Бурбон-Пармский, единственный душевно здоровый сын среди единокровных Сикста. В 1910 году дети от обеих жён герцога Роберта достигли соглашения о разделе имущества их отца. В следующем году младшая сестра Сикста, принцесса Цита, вышла замуж за эрцгерцога Карла, наследника престола Австро-Венгерской империи, который был другом детства Сикста.
Начало Первой мировой войны ещё больше разделила семью. Хотя их предки правили в Парме, у братьев были ещё более прочные связи с Францией и Австрией. Принц Сикст и его брат принц Ксавье Бурбон-Пармский были завербованы бельгийской армией, их братья Элия, Феличе и Рене сражались на противоположной стороне в австрийской армии.
Сен-Жерменский договор (1919) дал Франции право окончательно конфисковать имущество тех, кто воевал в армиях противника во время войны. Поскольку сводный брат Сикста, Элия, служил в австрийской армии, французское правительство экспроприировало замок Шамбор, принадлежащий Пармским Бурбонам. Поскольку принц Сикст и его брат Ксавье воевали на стороне союзников, они подали в суд на своего брата Элию, требуя большей доли наследства их отца. Они утверждали, что прежнее юридическое соглашение противоречило французскому законодательству. В 1925 году французский суд поддержал иск Сикста и Ксавье, но апелляционный суд отменил приговор в 1928 году. Кассационный суд Франции оставил его в силе в 1932 году. Братьям дали равную долю имущества. Однако Шамбор так и не был возвращён французским правительством, которое выплатило Элие компенсацию.
Будучи женатым на французской аристократке, принц Сикст обосновался во Франции. В последующие годы он совершил несколько исследовательских экспедиций в Африку, написал ряд книг (в том числе биографию своей прапрабабушки Марии Луизы Испанской) и трактатов. Он умер 14 марта 1934 года в Париже.

### Семья
12 ноября 1919 года принц Сикст Бурбон-Пармский женился на Гедвиге де Ларошфуко (1896—1986), дочери Армана де Ларошфуко, герцога де Дудовиля, и его жены, принцессы Марии де Линь. Младшая сестра Гедвиги, Мария де Ларошфуко, вышла замуж за Анри-Антуана-Мари де Ноа, 11-го принца де Пуа. Элия, герцог Пармский не выдал разрешение на брак и он считался нединастическим до 1959 года, когда сын Элии, Роберто, герцог Пармский, стал главой семьи вместо отца и признал браки своих дядей Сикста и Ксавье.
У супругов была одна дочь, принцесса Изабелла (1922—2015), которая 23 июня 1943 года вышла замуж за дальнего родственника Роже де Ларошфуко (1915—1970), сына графа Пьера Павла (1887—1970) и его жены Генриетты Маргариты Мари-де-ла-Рош (1892—1980). Они развелись в 1966 году. У них было пять сыновей и шесть внуков.
- Эд де Ларошфуко (1944—1945)
- Сикст де Ларошфуко (род. 1946), женат на Марии Ингрид Сони Гилдин Терезе Ларошфуко (род. 1954)
  - Антуан Сикст Ларошфуко (род. 1981)
  - Сосфен Франсуа Николя де Ларошфуко (род. 1982)
  - Элеонора Александрин Лидвин де Ларошфуко (род. 1987)
  - Гортензия Мари де Ларошфуко (род. 1992)
- Хьюго де Ларошфуко (род. 1948)
- Шарль де Ларошфуко (род. 1950), женат на Бриджит Мари Вилле (род. 1970)
- Робер де Ларошфуко (род. 1952), женат на Елизавете Мерсеро-Гувернал (род. 1954)
  - Томас де Ларошфуко (род. 1984)
  - Артур де Ларошфуко (род. 1950)

## «Дело Сикста»
В 1917 году, когда война продолжалась уже четвёртый год, шурин Сикста, император Карл I, тайно вступил в мирные переговоры с Францией, используя Сикста в качестве посредника. Император также заручился поддержкой своего верного друга детства и адъютанта Тамаша Эрдёди. Карл вступил в контакт с Сикстом через нейтральную Швейцарию. Императрица Цита написала письмо, приглашая своего брата в Вену. Мать Циты и Сикста, жившая в нейтральной Швейцарии, доставила письмо лично.
Сикст прибыл с согласованными с Францией условиями для переговоров: возвращение Франции Эльзас-Лотарингии, аннексированной Германией после Франко-прусской войны в 1870 году; восстановление независимости Бельгии; независимость Сербии и передача Константинополя России. Карл согласился с первыми тремя пунктами и написал письмо от 25 марта 1917 года Сиксту, в котором содержалось «секретное и неофициальное сообщение о том, что я буду использовать все средства и всё своё личное влияние» на президента Франции.
Эта попытка династической дипломатии в конечном итоге потерпела неудачу, главным образом из-за требования Италии уступить Тироль. Германия также отказалась вести переговоры по Эльзасу-Лотарингии и, увидев приближающийся крах Российской империи, не хотела отказываться от войны. Когда в апреле 1918 года появились сообщения о начале переговоров, шурин Сикста, австрийский император Карл I, отрицал свою причастность, пока премьер-министр Франции Жорж Клемансо не опубликовал подписанные им письма. Австрия стала ещё более зависимой от своего немецкого союзника.
Неудачная попытка мирных переговоров вошла в историю как «Дело Сикста».

## В искусстве и литературе
- В эпизоде телесериала «Хроники молодого Индианы Джонса» под названием «Шпионские игры» появляются Сикст (в исполнении Бенедикта Тейлора) и его брат Хавьер (в исполнении Мэтью Уайта). Они предстают в образе бельгийских офицеров во время Первой мировой войны, которые помогают молодому Индиане Джонсу.
- Сикст и Хавьер являются центральными действующими персонажами исторического романа Kingdoms Fall - The Laxenburg Message Эдварда Парра. Роман рассказывает о «Деле Сикста»[3].